# Pseudochernes
Pseudochernes är ett släkte av spindeldjur. Pseudochernes ingår i familjen Withiidae.
Kladogram enligt Catalogue of Life:
| Pseudochernes | \| \| Pseudochernes arabicus \| \| \| \| \| \| Pseudochernes crassimanus \| \| \| \| |
|               | \| \| Pseudochernes arabicus \| \| \| \| \| \| Pseudochernes crassimanus \| \| \| \| |
|               | Pseudochernes arabicus                                                               |
|               |                                                                                      |
|               | Pseudochernes crassimanus                                                            |
|               |                                                                                      |